# Percy Wyld
Pour les articles homonymes, voir Wyld.
Percy Wyld (né le 7 juin 1907 à Mansfield et mort le 3 novembre 1972 à Derby) est un coureur cycliste britannique. Il remporte la médaille de bronze de poursuite par équipes aux Jeux Olympiques de 1928 à Amsterdam en compagnie de ses deux frères Harry et Lewis et de George Southall.

## Palmarès

### Jeux olympiques
- Amsterdam 1928
  -  Médaillé de bronze de la poursuite par équipes

### Championnats nationaux
- Champion de Grande-Bretagne de poursuite par équipes en 1926, 1927 et 1928